# ブロッククエスト
『ブロッククエスト』（英題：BlockQuest）は、ワンダーランドカザキリが開発し2015年9月16日より配信したiOS、Android用アクションRPG。略称は「ブロクエ」。
本稿では、他のシリーズ作品についても記述する。

## 概要
ボクセルアートで表現された世界で主人公を操作し、様々な仕掛けや敵が存在するダンジョンを攻略していく作品。敵への体当たり攻撃や弓矢、爆弾、ポーションのアイテムを駆使し、制限時間にあたる「ブラッド」のゲージが減りきる前にゴール地点に到達すればステージクリアとなる。操作可能なキャラクターはダンジョンをクリアしていくことで順次追加される。
なお、本作をベースとしたNewニンテンドー3DS用ソフト『ブロッククエスト-隠された8つの秘宝』の情報が2017年9月8日付で発表され2018年発売予定とされていたが発売に至らず、2019年以降告知が行われていない。

## ダンジョンに立つ墓標
『ダンジョンに立つ墓標』（ダンジョンにたつぼひょう、英題：Dungeon of Gravestone）は、2016年9月14日にiOS、Android用ソフトとして配信された。略称は「ダン墓」。タイトルに「ブロッククエスト」の文字は含まれていないが前作『ブロッククエスト』とシステムやグラフィックが類似しており、シリーズポータルサイトにも掲載されている。
本作のダンジョンはプレイごとにランダム生成される。主人公のレベルは拠点に帰還すると1に戻るが、ダンジョン内から持ち帰ったアイテムを次回以降の冒険で活用できる。このほか、主人公が死亡した場所にメッセージを残せる「墓標システム」やパズル要素の強い「狭間のダンジョン」、主人公の冒険を補助する魔法、冒険中に特定のミッションをこなして報酬を得るクエストといった新規要素もある。
2017年4月24日から1か月間、ホナス・キュアロン監督の映画『ノー・エスケープ 自由への国境』とのゲーム内コラボレーションイベントが実施された。イベント内では専用のダンジョンを武器なしの状態で進めていき、クリア時には期間限定の専用防具「ノーエスケープ」を入手できた。

## BQM ブロッククエスト・メーカー
『BQM ブロッククエスト・メーカー』（ビーキューエム ブロッククエストメーカー、英題：BQM -BlockQuest Maker-）は、iOS/Androidで2018年1月24日に、Microsoft Windows/macOSで2018年7月27日に、Nintendo Switchで2018年12月27日に、PlayStation 4で2019年7月4日に、Microsoft Store/Xbox Oneで2020年4月10日に発売された。
本作はダンジョンを自作してインターネット上で公開できるシステムを特徴としている。作品内では、ゲームを制作するユーザーを「ビルダー」、ゲームをプレイするユーザーを「ダイバー」と称している。ダンジョンをプレイする際には一部ステージを除きゲーム内通貨の「ゴールド」を入場料として支払う必要があり、逆に自作ステージには任意の額の入場料を設定できる。ゴールドはメニュー画面にある「ゴールドマイン」を一定時間ごとにチェックすることでも入手可能。なお、Nintendo Switch版とMicrosoft Store/Xbox One版はサーバーを共有しているためプラットフォームにかかわらず共通のダンジョンをプレイできる。
2019年8月8日には和風のスキンを追加するDLC「SAMURAI ERA」が、2019年12月12日にはSF風のスキンを追加するDLC「CYBER CENTURY」および2つのDLCを同梱した『BQM ブロッククエスト・メーカー COMPLETE EDITION』が発売された。

## ダンジョンに捧ぐ墓標
『ダンジョンに捧ぐ墓標』（ダンジョンにささぐぼひょう、英題：Dungeon and Gravestone）は、Microsoft Windows、macOS、PlayStation 4、Xbox One、Nintendo Switch用ソフトとして2021年4月23日に発売された。略称はシリーズ2作目『ダンジョンに立つ墓標』と同じく「ダン墓」。
大まかなシステムは『ダンジョンに立つ墓標』を踏襲している。新規要素として、ダンジョン内でのレベルアップ時にたまる「LP（レベルポイント）」を消費してスキルを開放するシステムなどがある。

## ダンジョンに捧ぐ穴
『ダンジョンに捧ぐ穴』（ダンジョンにささぐあな、英題：Dungeon and the Hole）は、iOS/Android用ソフトとして2021年12月24日に無料配信された。
本作は従来シリーズのようなアクションRPGではなく、『ダンジョンに捧ぐ墓標』の世界観を用いたカジュアルゲームとなっている。内容は、画面上部から次々に降ってくるさまざまなものを画面下部の地面に空いた穴に落としていき制限時間内のハイスコアを目指すというもので、スマートフォンを傾けたり画面をタップしたりしながらプレイする。